# Viktor Gavrikov
Viktor Gavrikov (n. 29 iulie 1957, Criuleni, raionul Criuleni, Republica Moldova – d. 27 aprilie 2016, Burgas, Bulgaria) a fost un jucător de șah (mare maestru) sovietic, ulterior elvețian. A fost antrenorul (1980-1986) cunoscutei șahiste georgiene Nana Alexandria, pentru care fapt a fost distins cu titlul „Antrenor onorat” al RSS Gruzină (1981).

## Biografie
S-a născut în orașul Criuleni din același raion, RSS Moldovenească (actualmente în R. Moldova). A împărțit primul loc cu Gintautas Piešina la Campionatul lituanian din 1978 de la Vilnius. În 1983 a câștigat campionatul sovietic sub 26 de ani. Doi ani mai târziu, a câștigat împreună cu Mihail Gurevici și Aleksandr Cernin, Campionatul sovietic petrecut la Riga și s-a clasat pe locul doi în Campionatul din 1986, câștigat de Vitali Țeșkovski. În 1988, a egalat pe primul loc cu Anatoli Karpov în Campionatul Mondial activ, desfășurat la Mazatlán, Mexic.
După destrămarea Uniunii Sovietice, a emigrat în Elveția. Acolo, a câștigat Turneul de Mare Maestru al Festivalului de Șah din Biel în 1994 și Campionatul Elvețian din Arosa în 1996. A egalat pe primul loc cu Viktorija Čmilytė-Nielsen, Darius Ruzele, Aloyzas Kveinys, Vaidas Sakalauskas și Vytautas Slapikas în Campionatul lituanian din 2000, ocupând locul trei pe numărătoare inversă.
Și-a petrecut ultimii ani din viață în Bulgaria, unde s-a mutat în 2010.